# City-Pier-City Loop 1988
De veertiende editie van de City-Pier-City Loop vond plaats op zaterdag 26 maart 1988. Er waren vijf afstanden met in totaal 17.000 deelnemers.
De wedstrijd bij de mannen werd gewonnen door de Nederlander Marti ten Kate in 1:02.20. Hij versloeg met deze prestatie zijn landgenoot John Vermeule met precies een halve minuut. De Zweedse Evy Palm won de wedstrijd bij de vrouwen in 1:12.24.

## Uitslagen

### Mannen
| rang   | naam                  | land | tijd    |
| ------ | --------------------- | ---- | ------- |
| Goud   | Marti ten Kate        | NED  | 1:02.20 |
| Zilver | John Vermeule         | NED  | 1:02.50 |
| Brons  | Neil Tennant          | SCO  | 1:03.05 |
| 4      | Allister Hutton       | SCO  | 1:03.33 |
| 5      | Willy Vanhuylenbroeck | BEL  | 1:03.36 |
| 6      | Tonnie Dirks          | NED  | 1:03.42 |
| 7      | Kevin Mccluskey       | ENG  | 1:03.44 |
| 8      | Jos Sasse             | NED  | 1:04.03 |
| 9      | Kurt Hürst            | SUI  | 1:04.44 |
| 10     | Gerard Nijboer        | NED  | 1:04.50 |

### Vrouwen
| rang   | naam         | land | tijd    |
| ------ | ------------ | ---- | ------- |
| Goud   | Evy Palm     | SWE  | 1:12.24 |
| Zilver | Barbara Kamp | NED  | 1:15.19 |
| Brons  | Siska Maton  | BEL  | 1:15.25 |

1975 ·
1976 ·
1977 ·
1978 ·
1979 ·
1980 ·
1981 ·
1982 ·
1983 ·
1984 ·
1985 ·
1986 ·
1987 ·
1988 ·
1989 ·
1990 ·
1991 ·
1992 ·
1993 ·
1994 ·
1995 ·
1996 ·
1997 ·
1998 ·
1999 ·
2000 ·
2001 ·
2002 ·
2003 ·
2004 ·
2005 ·
2006 ·
2007 ·
2008 ·
2009 ·
2010 ·
2011 ·
2012 ·
2013 ·
2014 ·
2015 ·
2016 ·
2017 ·
2018 ·
2019 (afgelast) ·
2020 ·
2021 (afgelast) ·
2022 ·
2023 ·
2024